# Championnats de Suisse de BMX
Les Championnats de Suisse de BMX sont organisés chaque année par Swiss Cycling.

## Palmarès
| Année | Vainqueur          | Deuxième           | Troisième        |
| ----- | ------------------ | ------------------ | ---------------- |
| 1997  | Patrick Kesic      | Szilard Szurdock   | Laurent Thèche   |
| 1998  | Yannick Rosset     | Urs Kropf          | Szilard Szurdock |
| 1999  | Yannick Rosset     | Urs Kropf          | Hervé Krebs      |
| 2000  | Roger Rinderknecht | Yannik Rosset      | Szilard Szurdok  |
| 2001  | Roger Rinderknecht | Urs Kropf          | Sascha Vetsch    |
| 2002  | Roger Rinderknecht | Hervé Krebs        | Pascal Seydoux   |
| 2003  | Pascal Seydoux     | Hervé Krebs        | Marc Widmer      |
| 2004  | Pascal Seydoux     | Szilard Szurdock   | Stéphane Rebeaud |
| 2005  | Sascha Vetsch      | Adrian Muff        | Marc Widmer      |
| 2006  | Pascal Seydoux     | Marco Siegrist     | Stéphane Rebeaud |
| 2007  | Pascal Seydoux     | Roger Rinderknecht | Axel Keller      |
| 2008  | Roger Rinderknecht | Pascal Seydoux     | David Graf       |
| 2009  | Yvan Lapraz        | David Graf         | Hervé Krebs      |
| 2010  | Renaud Blanc       | Yvan Lapraz        | Axel Keller      |
| 2011  | Yvan Lapraz        | Jonathan Demont    | Yvan Bula        |
| 2012  | Renaud Blanc       | Jonathan Demont    | Yvan Bula        |
| 2013  | David Graf         | Yvan Lapraz        | Romain Tanniger  |
| 2014  | David Graf         | Renaud Blanc       | Jonathan Demont  |
| 2015  | Romain Tanniger    | Yvan Lapraz        | Simon Marquart   |
| 2016  | David Graf         | Simon Marquart     | Romain Tanniger  |
| 2017  | David Graf         | Renaud Blanc       | Jonathan Demont  |
| 2018  | David Graf         | Simon Marquart     | Arthur Claessens |
| 2019  | David Graf         | Gil Brunner        | Romain Tanniger  |
| 2020  | Simon Marquart     | David Graf         | Gil Brunner      |
| 2021  | Simon Marquart     | Arthur Claessens   | Loris Aeberhard  |
| 2022  | Cédric Butti       | Loris Aeberhard    | Renaud Blanc     |
| 2023  | Gil Brunner        | Simon Marquart     | Renaud Blanc     |

| Année | Vainqueur         | Deuxième          | Troisième                 |
| ----- | ----------------- | ----------------- | ------------------------- |
| 1997  | n/a               | n/a               | n/a                       |
| 1998  | Tatjana Schocher  | Karin Laupsien    | Cindy Miéville            |
| 1999  | Tatjana Schocher  | Karin Laupsien    | Camille Kroug             |
| 2000  | Rachel Seydoux    | Tatjana Schocher  | Karin Laupsien            |
| 2001  | Tatjana Schocher  | Karin Laupsien    | Rachel Seydoux            |
| 2002  | Tatjana Schocher  | Nicole Muheim     | Karin Laupsien            |
| 2003  | Tatjana Schocher  | Karin Laupsien    | Denise Ruiz               |
| 2004  | Tatjana Schocher  | Jenny Fähndrich   | Denise Ruiz               |
| 2005  | Denise Ruiz       | Lucia Oetjen      | Nicole Muheim             |
| 2006  | Jenny Fahndrich   | Denise Ruiz       | Lucia Oetjen              |
| 2007  | Jenny Fähndrich   | Cindy Nicolet     | Lucia Oetjen              |
| 2008  | Jenny Fähndrich   | Cristina Da Costa |                           |
| 2009  | n/a               | n/a               | n/a                       |
| 2010  | Nicolet Cincy     |                   |                           |
| 2011  | n/a               | n/a               | n/a                       |
| 2012  | n/a               | n/a               | n/a                       |
| 2013  | n/a               | n/a               | n/a                       |
| 2014  | n/a               | n/a               | n/a                       |
| 2015  | Christelle Boivin | Louanne Juillerat | Christa von Niederhäusern |
| 2016  | n/a               | n/a               | n/a                       |
| 2017  | Christelle Boivin | Louanne Juillerat |                           |
| 2018  | Christelle Boivin | Zoé Claessens     | Eloïse Donzallaz          |
| 2019  | Christelle Boivin | Eloïse Donzallaz  |                           |
| 2020  | Zoé Claessens     | Christelle Boivin | Christa von Niederhäusern |
| 2021  | Christelle Bovin  | Nadine Aeberhard  | Christa von Niederhäusern |
| 2022  | Zoé Claessens     | Christelle Boivin | Christa von Niederhäusern |
| 2023  | Zoé Claessens     | Christelle Boivin | Thalya Burford            |